# Mang Pù Hoạt
Muntiacus puhoatensis là một loài động vật có vú trong họ Hươu nai, bộ Guốc chẵn. Loài này được Trai miêu tả năm 1997. Loài này được tìm thấy ở vùng Pù Hoạt, huyện Quế Phong, tỉnh Nghệ An.